# Heilige Rozenkranskerk (Saba)
De Heilige Rozenkranskerk (Engels: (Queen of the) Holy Rosary Church) is een kerk in het dorp Zions Hill op het Caribisch-Nederlandse eiland Saba. Ze is toegewijd aan Onze-Lieve-Vrouw van de Heilige Rozenkrans.

## Geschiedenis
De geschiedenis van de kerk gaat terug tot 1911, toen de katholieke gemeenschap haar eerste houten kapel bouwde onder leiding van priester Norbertus M.J.P. de Groen (1879-1944). Het huidige, grotere, kerkgebouw dateert van 1962 en werd ingewijd door Joannes Holterman, de toenmalige bisschop van Willemstad.

## Galerij

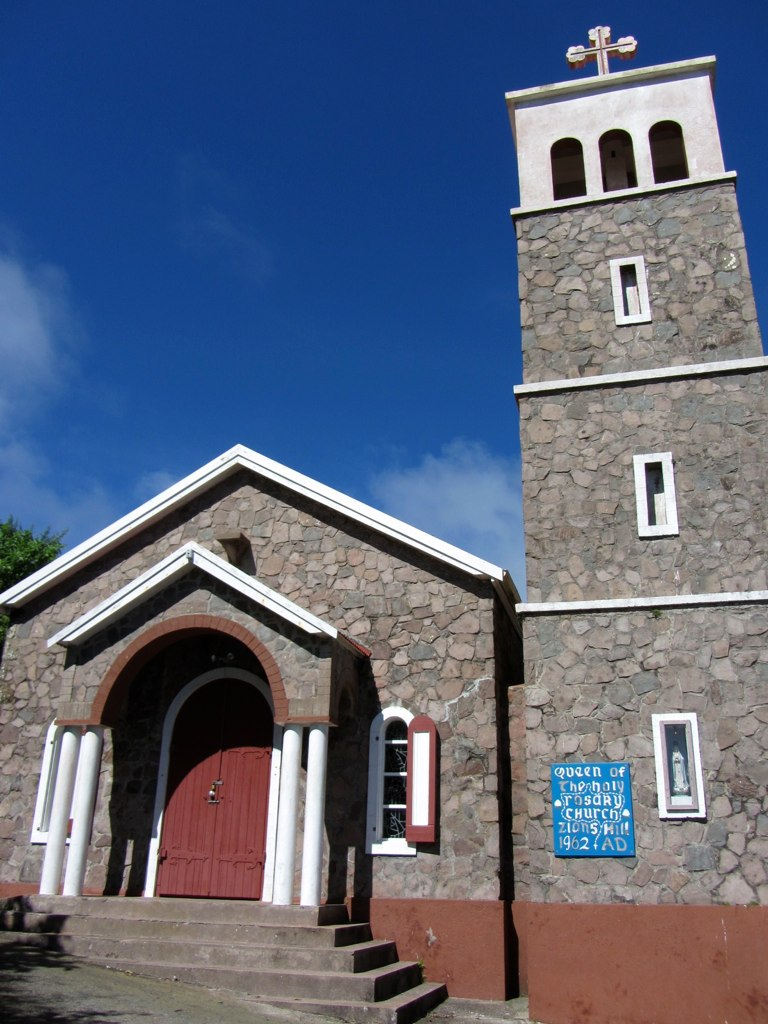
Voorzijde van de kerk.
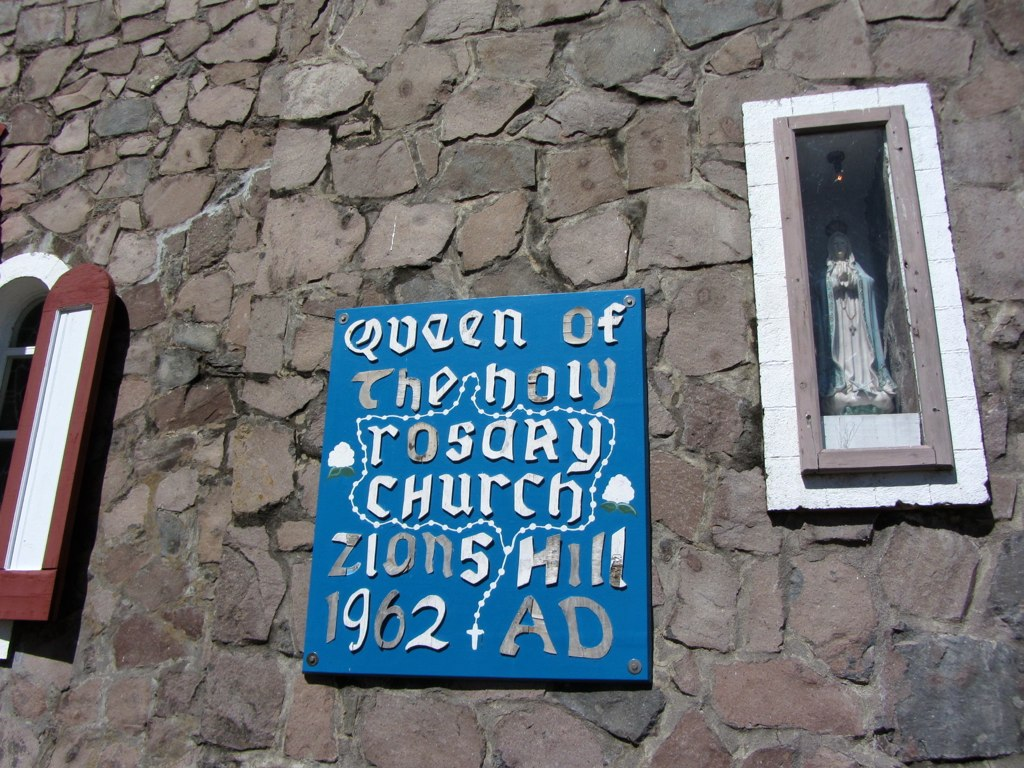